# Samir Handanović
Samir Handanovič (n. 14 iulie 1984) este un portar sloven retras din activitate. A jucat pentru Udinese între 2004 și 2012. În timpul sezonului de Serie A 2010-2011 a apărat șase penaltiuri, doborând recordul anterior de cinci stabilit în sezonul 1948-1949.[3]
După ce a jucat pentru echipa națională de tineret sub 21 a Sloveniei, Handanović și-a făcut debutul la reprezentativa de seniori în 2004. El a strâns 81 de titluri pentru țara sa, fiind cel de-al doilea jucător ca număr de meciuri jucate pentru Slovenia, pentru care a jucat la Campionatul Mondial FIFA din 2010.
Considerat unul dintre cei mai buni portari ai generației sale, el este unul dintre cei patru stranieri care au primit premiul de cel mai bun portar al anului în Serie A, primind această distincție de doua ori. El este poreclit Batman datorită paradelor sale acrobatice.

## Cariera pe echipe

### Primii ani
Handanovic și-a început cariera la Slovan,iar mai târziu a fost transferat de Domžale,,unde și-a petrecut două sezoane. El a semnat cu Udinese în vara anului 2004 la vârsta de 20 de ani. Cu toate acestea, prima sa perioadă la Friuliani a fost una de scurtă durată, deoarece nu a reușit să se impună în echipa de start. Debutul său a avut loc la 20 noiembrie 2004 într-un meci din Coppa Italia împotriva lui Lecce, în care a fost eliminat în minutul 91 în urma unui fault în careu comis asupra lui Mirko Vučinić; deoarece Udinese a folosit toate cele trei schimbări, David Di Michele a intrat în poartă în locul său. Vučinić nu a reușit să înscrie din penalty și Udinese a câștigat 5-4.
Handanović a fost împrumutat la Treviso în vara lui 2005, dar în ianuarie 2006 a fost dat la schimb cu Matteo Sereni de la Lazio. La Treviso a primit primul său cartonaș roșu în timpul meciului cu următorul său club, Lazio, pe 18 septembrie 2005, meci pe care echipa sa avea să-l piardă cu 3-1. În timpul petrecut la Biancoceleste, Handanović a jucat trei meciuri și a primit șase goluri.
La 14 mai 2006, în ultima zi a sezonului 2005-2006, Handanović, cu numărul 24, a jucat primul și ultimul meci pentru Lazio, păstrând poarta închisă în meciul Parma într-o victorie scor 1-0.
În iulie 2006, Handanović a fost împrumutat la Rimini cu o sumă de transfer prestabilită la 1,2 milioane de euro. Mulțumită paradelor sale, Rimini a rămas neînvinsă în ambele meciuri de campionat cu Juventus. Clubul a terminat pe locul cinci în Serie B și a fost a patra echipă cu cele mai puține goluri primite din campionat. Handanović a fost considerat cel mai bun portar al acelui sezon de Serie B, imediat după Gianluigi Buffon. În iunie 2017, în ciuda faptului că Rimini și-a declarat intenția de a plăti clauza de transfer, Udinese și-a exercitat și ea clauza, plătind celor de la Rimini 250 de euro net.

### Întoarcerea la Udinese
Handanović s-a întors la Udinese în vara anului 2007 după ce Udinese și-a exercitat contra-opțiunea de a respinge cumpărarea. Handanović l-a înlocuit pe Morgan De Sanctis și a semnat un contract nou și îmbunătățit, a cărui durată se întindea pe cinci ani, până pe 30 iunie 2012.

#### Sezonul 2009-2010
În ciuda sosirii portarului venezuelean Rafael Romo, Handanović și-a păstrat locul de titular între buturi. El a început cel de-al patrulea sezon ca jucător aflat în proprietatea lui Udinese, jucând 90 de minute în meciul de deschidere al echipei din sezon, o remiză scor 2-2 împotriva Parmei. El si-a păstrat poarta intactă pentru prima dată în acest sezon pe 19 septembrie în meciul cu Napoli din etapa a patra, o remiză albă fără goluri.
În timpul sezonului 2009-2010, Handanovic a fost cel mai folosit jucător pe teren, cu un total de 40 de apariții, dintre care 37 în campionat. În Serie A, el a avut în total 130 de parade care au ajutat-o pe Udinese să scape de retrogradare, încheind sezonul pe locul 15.

#### Sezonul 2010-2011
Înainte de începerea sezonului, Handanović și-a schimbat numărul de pe tricou din 22 în 1. Echipa a început sezonul 2010-2011 cu patru înfrângeri în primele patru etape de Serie A, etape în urma cărora Udinese se afla pe ultimul loc. Primul meci fără gol primit de Handanović a fost  pe 26 septembrie 2010, cu Sampdoria, scor 0-0, ajutând echipa să obțină primul punct al sezonului.
În timpul unui meci împotriva lui Lazio din mai 2011, a parat penaltiul executat Mauro Zárate, fiind cel de-al șaselea penalty parat în timpul sezonului 2010-2011, egalând recordul stabilit anterior în campionat în sezonul 1948-1949 pentru cele mai multe penaltiuri apărate în timpul unui singur sezon. Datorită performanțelor sale, a fost numit în echipa anului în Serie A, sezonul 2010-2011.

#### Sezonul 2011-2012
Pe 16 august 2011 a jucat primul său meci în Liga Campionilor UEFA împotriva lui Arsenal, în turul play-offului, primind un gol din partea lui Theo Walcott în minutul 4. Udinese a pierdut meciul de pe Stadionul Emirates cu 1-0. Peste o săptămână, în returul jucat pe Stadio Friuli, Udinese conducea după 50 de minute, dar Arsenal a revenit  înscriind de două ori în poarta lui Handanovic într-un interval de 14 minute, iar Bianconeri Friuliani au fost eliminați cu 3-1 la general.
Handanović a păstrat poarta închisă în primul meci al sezonului cu Lecce, ajutându-și echipa să câștige cu 2-0. Udinese și Handanović au fost neînvinși în primele șapte meciuri din Serie A și au primit doar un gol în acea perioadă, echipa sa având cea mai bună apărare dintre cele mai importante campionate din Europa la acea perioadă.

### Internazionale

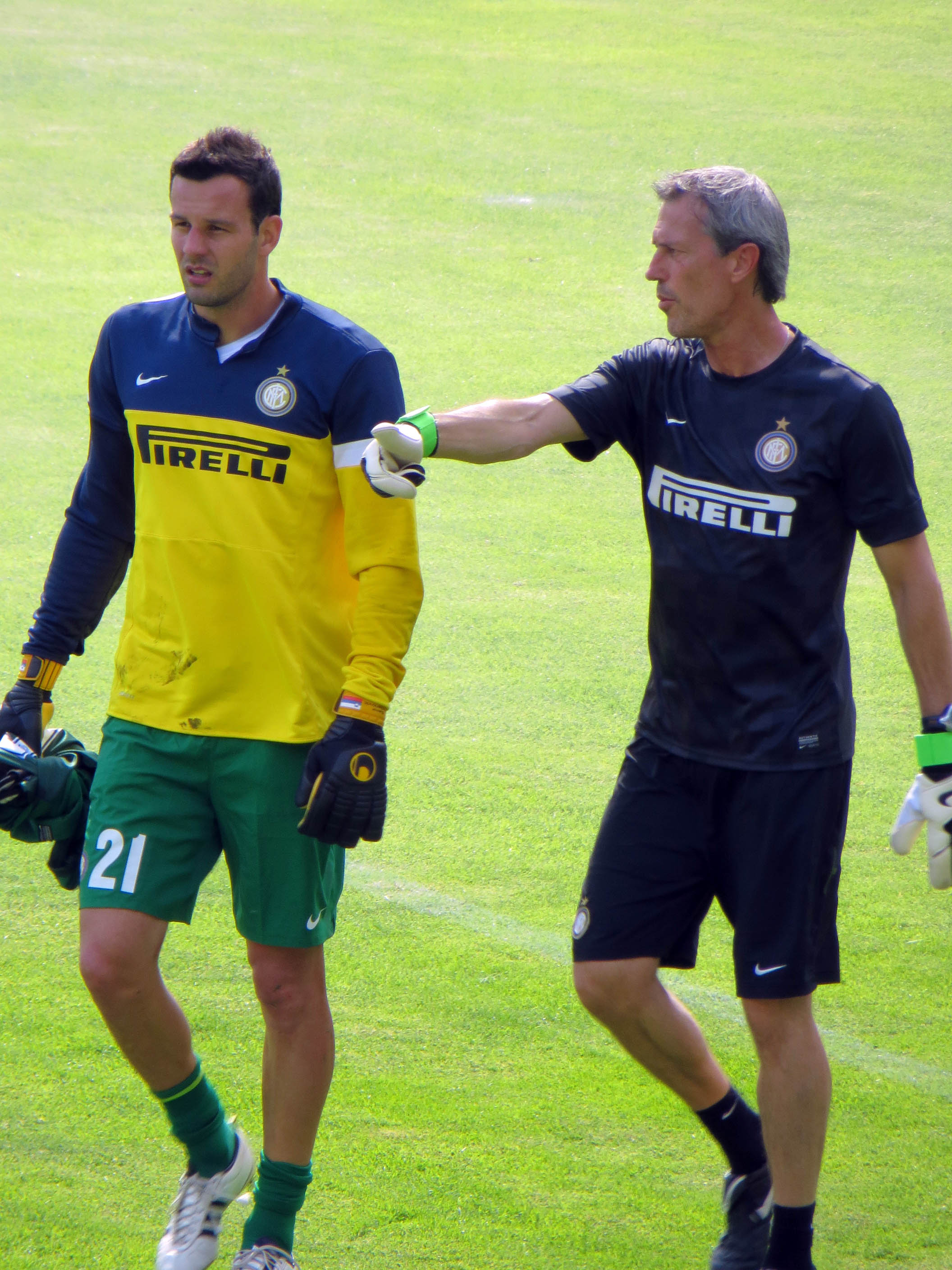
Handanović (stânga) la antrenamente cu antrenorul cu portarii Alessandro Nista.

La data de 4 iulie 2012, Gino Pozzo, fiul proprietarului lui Udinese, Giampaolo Pozzo, a anunțat faptul că s-a ajuns la un acord privind transferul lui Handanović la Inter Milano, Inter plătind pentru el 11 milioane de euro, plus jucătorul Davide Faraoni (Faraoni fiind evaluat la 8 milioane de euro); transferul său a fost anunțat oficial de Inter cinci zile mai târziu, pentru suma de 19,4 milioane de euro (plus taxe), cele două cluburi deținându-l în coproprietate, având 50% din drepturile federative; Handanović a fost adus pentru a-l înlocui pe portarul brazilian Júlio César, fostul titular al echipei. Handanović a semnat un contract  pe trei ani pentru un salariu de 2 milioane de euro pe sezon, plus bonusuri.

#### Sezonul 2012-2013
El și-a făcut debutul la Inter 2 august 2012, într-o victorie cu 3-0 cu Hajduk Split în al treilea tur preliminar al UEFA Europa League 2012-2013. În returul de pe 2 august a primit două goluri, iar echipa sa a pierdut cu 0-2, dar Inter a trecut mai departe datorită scorului înregistrat la general, 3-2. Pe 17 august, Handanovic a suferit o accidentare la menisc care a întârziat debutul său pentru Inter în Serie A până pe 16 septembrie, într-o victorie scor 2-0 cu Torino. Handanović a reușit să păstreze poarta închisă în meciul cu rivala AC Milan, în prima sa apariție într-un Derby della Madonnina, pe 7 octombrie, câștigat cu 1-0 de Inter. Al 200-lea meci jucat în Serie A a fost cel din victoria de acasă cu Inter, scor 2-1 împotriva lui Napoli. În derby-ul din retur Inter a remizat, scor 1-1 în întâlnirea din 25 februarie 2013, cu Handanović remarcându-se cu mai multe parade în fața atacantului de la AC Milan, Mario Balotelli.
În 2012, Handanović a fost inclus pentru prima dată de IFFHS printre primii zece portari ai lumii, clasându-se pe locul opt. După încheierea sezonului 2012-2013, datorită formei sale bune, Handanović a fost inclus în Echipa anului în Serie A pentru a doua oară în cariera sa, fiind portarul cu cele mai multe apariții. A jucat 48 de meciuri pe parcursul sezonului, printre care 35 în Serie A și zece în Europa League. Sezonul lui Inter a fost însă unul dezamăgitor, nereușind să se claseze în Serie A pe un loc care să îi permită accesul în Europa League, terminând abia pe locul al nouălea (cea mai proastă poziție din sezonul 1993-1994) și fiind eliminată din Europa League în sferturi. 

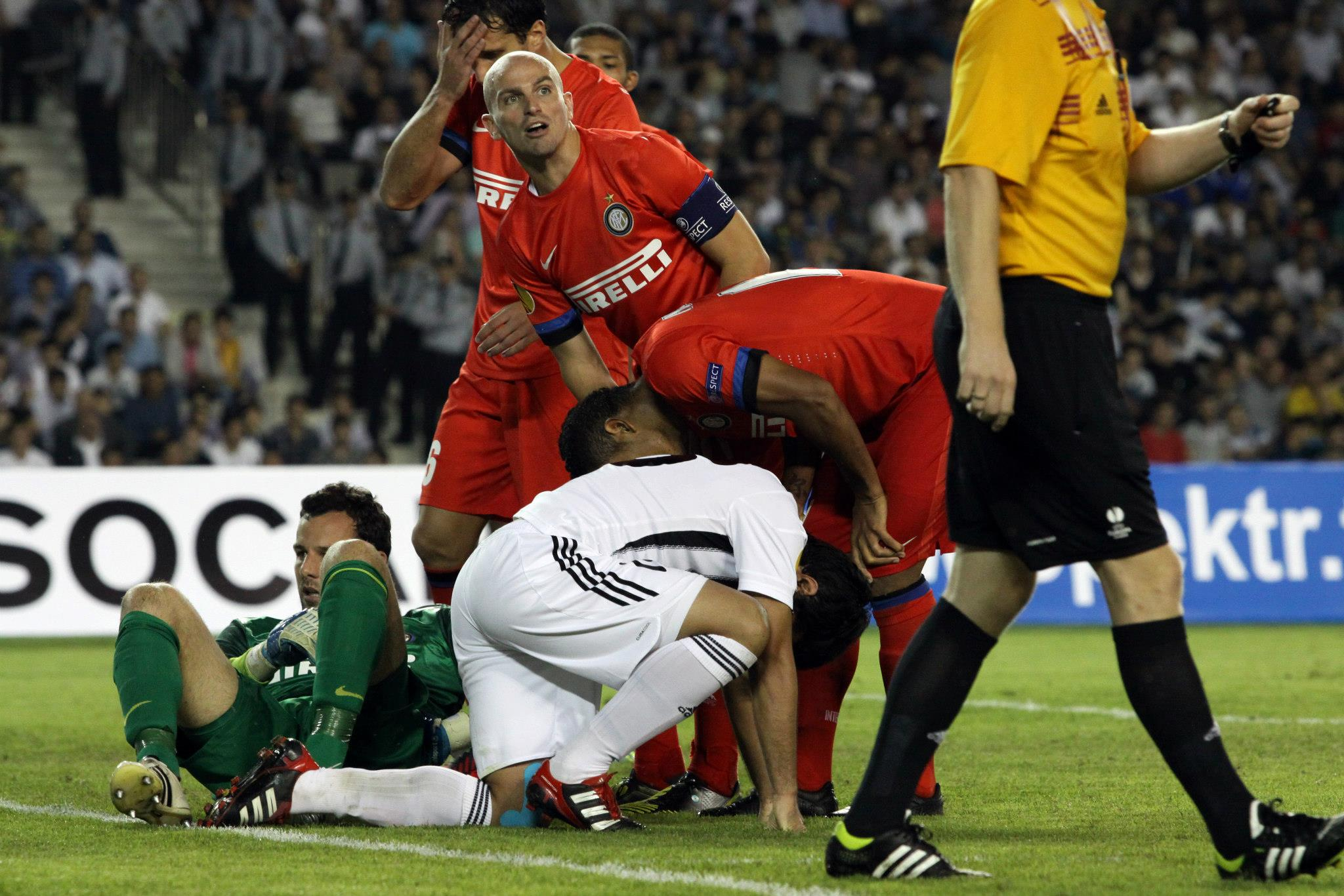
Handanovic într-un meci cu Neftchi Baku în Europa League

Pe 19 iunie 2013, Inter a achiziționat și celelalte 50 % pe care Udinese le mai avea din drepturile federative ale lui Handanović, într-o tranzacție în care Faraoni a fost trimis la Udinese.
În iunie Barcelona a oferit pentru transferul lui Handanović 23 de milioane de euro, ofertă care a fost respinsă de proprietarul lui Inter, Massimo Moratti; De asemenea, impresarul lui Handanovic a confirmat că jucătorul nu va mai ajunge la Barcelona după ce clubul catalan a ales în schimb să-l păstreze pe Víctor Valdés pentru încă un an.

#### Sezonul 2013-2014
Pe 18 august 2013, în primul meci al lui Mazzarri ca antrenor al Interului, Handanovic a fost în poartă și nu a luat gol meciul tur din runda a treia a Coppei Italia cu Cittadella, Inter câștigând acasă cu scorul de 4-0.
Handanović a început campionatul în forță, neluând gol în primele trei etape. Pe 20 octombrie, în timpul meciului cu Torino, a primit cel de-al doilea cartonaș roșu din carieră pentru un fault la Alessio Cerci în minutul 5; meciul avea să se termine cu scorul de 3-3. La 15 decembrie, Handanović a parat primul penalty în tricoul Nerazzurri într-o înfrângere, scor 4-2, suferită în deplasare împotriva lui Napoli, scoțând un penalty executat de Goran Pandev în a doua repriză.
În sezonul 2013-2014, Inter a revenit în competițiile europene după o absență de un an, terminând pe locul cinci în Serie A cu 60 de puncte. A jucat titular în ultimul meci din cariera lui Javier Zanetti disputat pe San Siro, în care Inter a învins-o pe Lazio cu 4-1 asigurându-și un loc în play-off-ul Europa League pentru sezonul următor. Handanović nu a primit gol în 14 din cele 36 de meciuri de campionat, primind 32 de goluri.

#### Sezonul 2014-2015

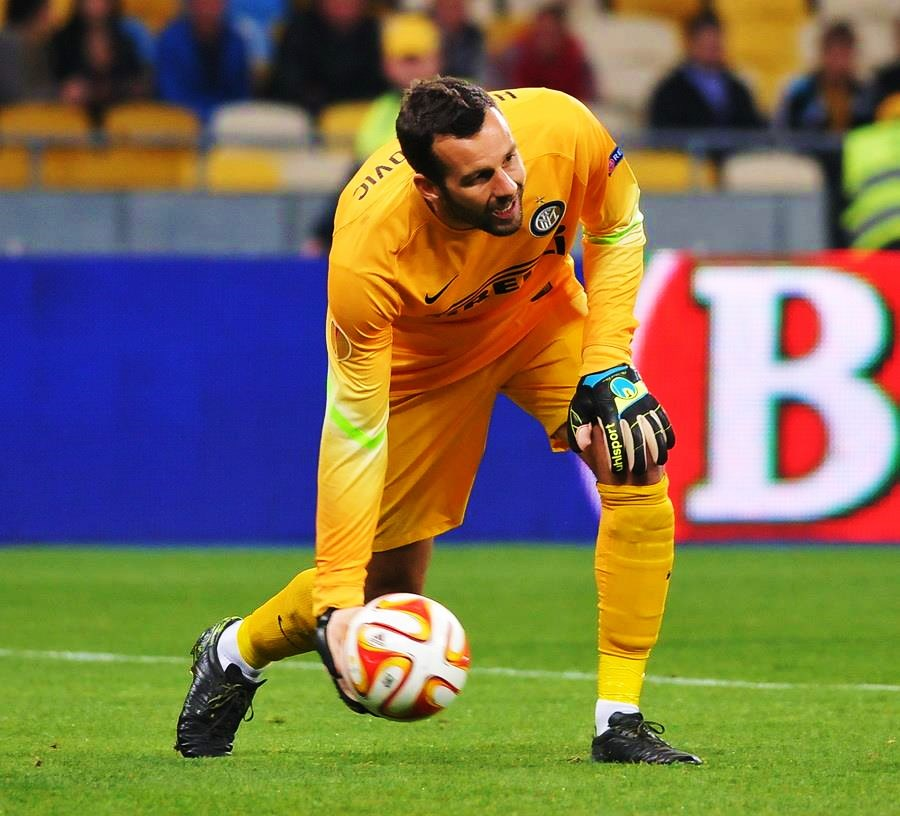
Handanović jucând pentru Inter în Europa League

Inter a deschis sezonul 2014-2015 de Serie A cu o remiză albă cu Torino, iar Handanović a apărat o lovitură de pedeapsă executată de Marcelo Larrondo. După ce a apărat ultimele cinci penaltiuri primite de echipa sa în Serie A, Handanović a apărat și lovitura dată de Ievhen Konopleanka de la Dnipro Dnipropetrovsk la 27 noiembrie 2014 într-un meci câștigat de Inter care a obținut prima poziție în grupa ei de Europa League, cu un singur joc rămas. Aceasta a fost și cea de-a 100-a apariție pentru Nerazzurri în toate competițiile.
Handanović a jucat în cel de-al 100-lea meci în campionat pentru Inter pe 19 aprilie 2015 în Derby della Madonnina împotriva lui AC Milano, păstrând poarta intactă în timp ce meciul s-a încheiat fără goluri. El și-a încheiat cel de-al treilea sezon cu Inter, jucând 40 de meciuri în toate competițiile, dintre care 37 în Serie A, Inter terminându-se pe locul opt, loc care nu i-a permis să acceadă în competițiile europene. Handanović a avut 11 meciuri fără gol în seria A, cel fiind cel de-al treilea cel mai bun portar din Serie A la acest capitol. Handanović a reușit, de asemenea, să apere mai mult de 67% din șuturile expediate pe poarta lui.
La finalul sezonului s-a anunțat faptul că Handanović a fost una din țintele echipei Manchester United din Premier League dar impresarul său a refuzat această oportunitate spunând că Handanović nu vrea să plece de la echipă.

#### Sezonul 2015-2016
Inter Milano a început sezonul 2015-2016 cu o victorie, scor 1-0 împotriva echipei Atalanta, cu Handanović neprimind gol. La 27 septembrie 2015, în cel de-al 300-lea meci de Serie A, împotriva lui Fiorentina, Handanović a făcut probabil cel mai slab joc de când este la Inter, faultându-l în careu pe Josip Iličić și neputând apăra penaltiul executat de Nikola Kalinić, meciul terminându-se cu scorul de 1-4. Înfrângerea a încheiat seria de meciuri fără înfrângere ale lui Inter începută în sezonul 2015-2016. După meci, Handanovic a declarat reporterilor că din cauza lui s-a pierdut meciul.
Pe 27 octombrie, în timpul meciului cu Bologna, Handanović a făcut o paradă crucială oprind șutul lui Mattia Destro în minutul 94, ajutând-o astfel pe Inter să câștige cu 0-1 partida de pe Stadio Renato Dall'Ara. Aceasta a fost a șasea partidă fără gol primit în zece meciuri, și prima victorie venită după o înfrângere și trei remize consecutive. El a numit-o mai târziu ca fiind parada sa favorită a sezonului. Patru zile mai târziu, într-un meci împotriva lui AS Roma, Handanović a fost din nou decisiv pentru echipa sa, având nouă parade, respingând mingea la o fază din minutul 62 de patru ori, ajutând-o pe Inter să câștige meciul cu 1-0 și să preia conducerea campionatului cu 24 puncte. A fost ales drept Omul meciului pentru performanța sa.
Handanovic a terminat anul 2015 cu 26 de parade decisive, 11 meciuri fără gol primit și doar 11 goluri primite, având cele mai bune cifre dintre portarii din Serie A. Inter a încheiat anul 2015 în partea superioară a clasamentului.
Pe 5 ianuarie 2016 Handanović și-a prelungit contractul până în 2019. Handanović a început noul sezon fără gol primit în victoria împotriva echipei Empoli, 1-0, având câteva parade în timpul meciului. Pe 16 ianuarie 2016, în timpul meciului din deplasare cu Atalanta, Handanović a fost numit Omul meciului pentru performanța sa remarcabilă, având mai multe parade spectaculoase. Parada lui din minutul 61, în care a reușit să oprească șutul lui Luca Cigarini din fața porții, a fost considerată drept parada sezonului de către presa europeană de sport.
Inter a încheiat sezonul 2015-2016 pe locul patru, revenind în Europa League după o absență de un an. Handanović a reușit 111 parade și 15 meciuri fără gol în 36 de apariții în timpul sezonului de Serie A și a primit 34 de goluri. Nereușita de a obține un loc în Liga Campionilor UEFA pentru sezonul următor a fost numită drept „o rușine” de către Handanović.

#### Sezonul 2016-2017
Handanović și-a început cel de-al cincilea sezon la Inter Milano pe 21 august, în deplasare, scor 2-0 cu Chievo. El și-a făcut cea de-a 150-a apariție în Serie A pentru Inter, pe 25 septembrie, in remiza scor 1-1 cu Bologna. Pe 2 octombrie, în timpul înfrângerii suferită în fața celor de la AS Roma scor 2-1, Handanović a făcut mai multe parade, inclusiv una împotriva lui Edin Džeko în minutul 86, care a fost considerată parada anului de către mass-media. A fost pentru prima dată căpitanul echipei pe 19 februarie 2017 în cea de-a 193-a partidă jucată pentru Inter, preluând banderola după înlocuirea lui Rodrigo Palacio și păstrând poarta intactă în victoria cu 1-0 cu Bologna de pe Stadio Renato Dall'Ara.

#### Sezonul 2017-2018
Pe 1 decembrie 2017, Handanović a semnat un nou contract până în iunie 2021. Opt zile mai târziu, a fost numit Omul meciului după un meci impresionantă cu Juventus, ajutând-o pe Inter să obțină o remiză fără gol primit și să rămână neînvinsă după 16 etape de Serie A. A jucat al 200-lea meci Serie A pentru Inter pe 30 decembrie, în remiza albă împotriva lui Lazio, ultimul meci al turului de campionat. Cel de-al 400-lea meci de pe Seria A a lui Handanović a venit pe 17 aprilie 2018, în care din nou nu a primit niciun gol, fiind a șaptea oară în ultimele 8 meciuri în care a reușit acest lucru, în victoria de 4-0 împotriva Cagliari din etapa a 33-a. A terminat sezonul 2017-2018 fiind integralist în toate meciurile de campionat, Inter terminând pe locul al patrulea, ceea ce a însemnat că Inter a jucat pentru prima dată în Liga Campionilor în ultimii șase ani. Cu 17 meciuri fără gol primit, Handanovic a fost pe locul al doilea, la egalitate cu Alisson de la AS Roma, egalând cel mai bun sezon al său ca meciuri în care a păstrat poarta intactă, sezonul 2011-2012. El a primit doar 30 de goluri, cele mai puține primite de el de la debutul în Serie A (inclusiv în sezoanele în care a jucat în 30 sau mai multe meciuri).

#### Sezonul 2018-2019
Handanović și-a făcut debutul în Liga Campionilor cu Inter în meciul de deschidere al grupelor cu Tottenham Hotspur. Acest meci a fost, de asemenea, al 250-lea pentru Nerazzurri în toate competițiile. În prima parte a Seriei A 2018-1919, el a reușit să nu primească gol în 10 din 19 meciuri, având cele mai multe meciuri fără gol primit, fiind din acest punct de vedere doar în urma portarului lui Liverpool, Alisson, în primele cinci campionate din Europa; în plus, el a fost al patrulea portar ca număr de mingi parate.
La 13 februarie 2019, Inter a anunțat prin intermediul contului oficial de Twitter că Handanović a fost numit noul căpitan al echipei, înlocuindu-l pe Mauro Icardi. La 7 martie, în meciul cu Eintracht Frankfurt din optimile Europa League 2018-2019, Handanović a ajuns la 100 de meciuri fără gol primit în 281 de meciuri oficiale pentru Nerazzurri. Pe măsură ce sezonul a avansat, Handanović a atins o nouă bornă a carierei după victoria cu 4-0 în deplasare împotriva lui Genoa, fiind al 150-lea meci fără gol primit în Serie A, primul meci în care nu a primit gol fiind în decembrie 2011.

## Cariera la națională

### Începuturile

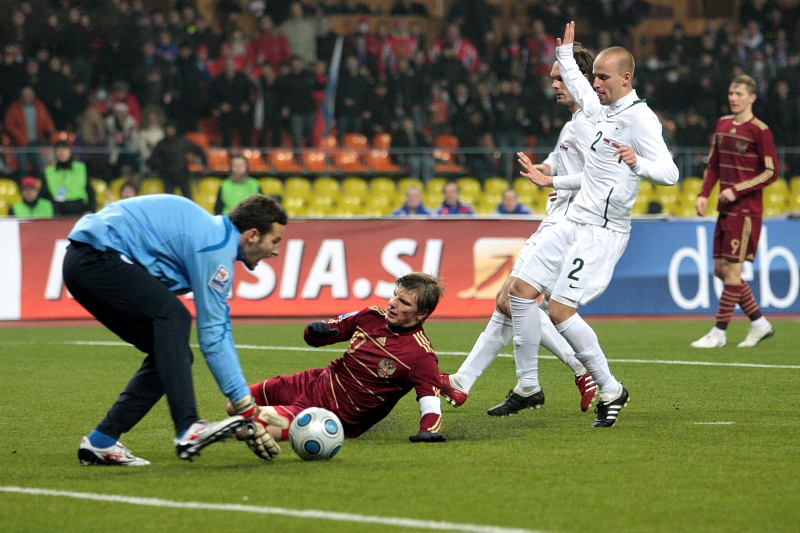
Hanadanovic a jucat împotriva Rusiei în meciurile de calificare la Campionatul Mondial din 2010.

El a debutat pentru echipa națională la 17 noiembrie 2004 într-un meci amical împotriva Slovaciei, care s-a încheiat cu o remiză fără goluri. Handanović a fost convocat des în campaniei de calificare pentru Campionatul Mondial din 2006, începând-o ca rezervă a veteranului Borut Mavrič. În cea de-a doua parte a calificărilor, el a reușit să joace patru meciuri, primul fiind remiza 1-1 împotriva Belarusului de pe 30 martie 2005. A primit gol în toate cele patru partide, cu Slovenia terminând grupa a cincea pe locul al patrulea cu 12 puncte, nereușind să se califice la turneul final.
Pe 26 mai 2008, la cea de-a 23-a selecție, Handanović a fost căpitanul Sloveniei pentru prima dată, purtând banderola în timpul meciului amical cu Suedia, care a câștigat meciul de pe Gamla Ullevi datorită unui gol marcat de Tobias Linderoth.
În campania de calificarea la UEFA Euro 2008, Handanović a fost din nou a doua opțiune, Borut Mavrič recâștigându-și locul de titular. Acesta a jucat doar în primele trei meciuri de calificare, după care s-a retras din echipa națională. Handanović a reușit să păstreze poarta închisă în primul meci în care a revenit ca titular, cu Slovenia obținând o remiză fără goluri împotriva Albaniei. A jucat în celelalte 8 meciuri păstrând poarta intactă în 3 dintre ele, iar Slovenia a încheiat campania de calificare pe penultimul loc cu 11 puncte.

### Campionatul Mondial din 2010, preliminariile Euro 2016 și retragerea
Handanović a fost titular incontestabil în preliminariile Campionatului Mondial din 2010, fiind integralist în toate meciurile de calificare. Slovenia a început calificările cu o remiză, scor 1-1 împotriva Poloniei, în care Handanović a fost învins de la punctul cu var în minutul 17 de către Michał Żewłakow.
În mai 2010, Handanović a fost numit în lotul definitiv al Sloveniei pentru a reprezenta țara la Campionatul Mondial din 2010. Slovenia a fost plasată în grupa C cu Algeria, Anglia și Statele Unite. În meciul de deschidere al echipei împotriva Algeriei, Handanović a debutat pentru prima dată într-un turneu major, neprimind gol, Slovenia reușind să câștige cu 1-0 pe stadionul Peter Mokaba. În meciul următor, împotriva Statelor Unite de pe Stadionul Ellis Park, Slovenia a condus cu 2-0 la pauză, dar în repriza a doua Handanović a primit gol din partea lui Landon Donovan și Michael Bradley, meciul terminându-se cu scorul de 2-2.
Pe 18 noiembrie 2015, Handanovic și-a anunțat retragerea din echipa națională după ce Slovenia nu a reușit să se califice la Campionatul European din 2016, după ce a fost învinsă în play-off de Ucraina. Handanović s-a retras de la națională după 11 ani cu 81 de selecții pentru Slovenia, fiind portarul cu cele mai multe selecții și totodată cel de-al doilea cel mai convocat jucător din istoria naționalei Sloveniei.

## Stil de joc
În ciuda staturii sale și a fizicului impunător, care îl fac eficient la ieșirile pe centrări, Handanović este un portar extrem de agil și atletic, renumit în special pentru reflexele sale remarcabile, pentru salturi acrobatice și abilități excelente de parare a șuturilor, precum și abilitatea sa de a-și organiza apărarea.
Considerat unul dintre cei mai buni portari din Europa și Italia datorită performanțelor sale, el este cunoscut și pentru viteza de pe linia sa porții și simțul anticipării fazelor, ceea ce îl face deosebit de abil în oprirea șuturilor date din fața porții, fiind cunoscut drept un specialist în apărarea penaltiurilor, după ce a apărat șase astfel de lovituri consecutiv între 2013 și 2015.
Cu 23 de penaltiuri apărate, el stă cel mai bine la acest capitol în Serie A, fiind doar în spatele lui Gianluca Pagliuca, cu 24,, deși Handanovic are un procentaj superior de penaltiuri apărate. Într-un interviu din 2016, Handanovic a declarat că principalele sale modele ca portar erau vărul său Jasmin Handanović și Peter Schmeichel.

## Viața personală
Părinții lui Handanovici sunt din Bosnia și Herțegovina. Vărul său mai mare, Jasmin Handanović, și-a început cariera în Italia în perioada 2007-2011 și în prezent joacă pentru Maribor în PrvaLiga Slovenă și a fost, de asemenea, component al echipei naționale a Sloveniei. Handanović se află într-o relație de lungă durată cu Zoja Trobec, fostă majoretă a KK Olimpija, cu care are un fiu Alen, născut la 19 ianuarie 2011. Perechea s-a căsătorit în mai 2012, iar Handanović a devenit astfel cumnatul surorii lui Zoja, Irena, căsătorită cu Jasmin Hukić, jucător profesionist bosniac de baschet. La 3 octombrie 2013, soția lui Handanovic a dat naștere celui de-al doilea fiu al cuplului, pe nume Ian.

## Statistici privind cariera

### Club

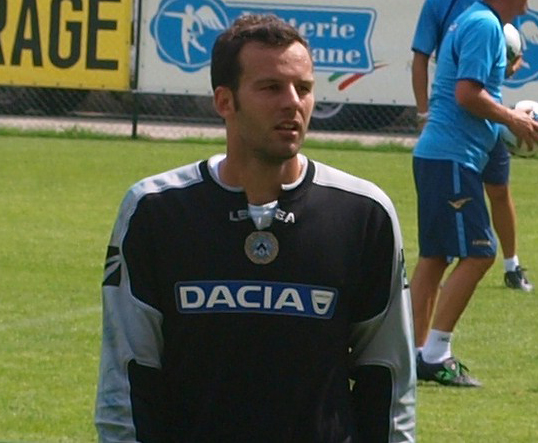
Handanović cu Udinese în 2011.

Până la 31 martie 2019
| Club          | Sezon         | Divizie       | Ligă    | Ligă   | Cupă    | Cupă   | Europa  | Europa | Total   | Total  |
| Club          | Sezon         | Divizie       | Meciuri | Goluri | Meciuri | Goluri | Meciuri | Goluri | Meciuri | Goluri |
| ------------- | ------------- | ------------- | ------- | ------ | ------- | ------ | ------- | ------ | ------- | ------ |
| Domžale       | 2003–2004     | 1.SNL         | 7       | 0      | 0       | 0      | —       | —      | 7       | 0      |
| Domžale       | Total         | Total         | 7       | 0      | 0       | 0      | —       | —      | 7       | 0      |
| Zagorje       | 2003–2004     | 2.SNL         | 11      | 0      | 0       | 0      | —       | —      | 11      | 0      |
| Zagorje       | Total         | Total         | 11      | 0      | 0       | 0      | —       | —      | 11      | 0      |
| Treviso       | 2005–2006     | Serie A       | 3       | 0      | 0       | 0      | —       | —      | 3       | 0      |
| Treviso       | Total         | Total         | 3       | 0      | 0       | 0      | —       | —      | 3       | 0      |
| Lazio         | 2005–2006     | Serie A       | 1       | 0      | 0       | 0      | —       | —      | 1       | 0      |
| Lazio         | Total         | Total         | 1       | 0      | 0       | 0      | —       | —      | 1       | 0      |
| Rimini        | 2006–2007     | Serie B       | 39      | 0      | 2       | 0      | —       | —      | 41      | 0      |
| Rimini        | Total         | Total         | 39      | 0      | 2       | 0      | —       | —      | 41      | 0      |
| Udinese       | 2004–2005     | Serie A       | 3       | 0      | 2       | 0      | —       | —      | 5       | 0      |
| Udinese       | 2007–2008     | Serie A       | 35      | 0      | 1       | 0      | —       | —      | 36      | 0      |
| Udinese       | 2008–2009     | Serie A       | 34      | 0      | 1       | 0      | 10      | 0      | 45      | 0      |
| Udinese       | 2009–2010     | Serie A       | 37      | 0      | 3       | 0      | —       | —      | 40      | 0      |
| Udinese       | 2010–2011     | Serie A       | 35      | 0      | 0       | 0      | —       | —      | 35      | 0      |
| Udinese       | 2011–2012     | Serie A       | 38      | 0      | 1       | 0      | 12      | 0      | 51      | 0      |
| Udinese       | Total         | Total         | 182     | 0      | 8       | 0      | 22      | 0      | 212     | 0      |
| Inter Milano  | 2012–2013     | Serie A       | 35      | 0      | 3       | 0      | 10      | 0      | 48      | 0      |
| Inter Milano  | 2013–2014     | Serie A       | 36      | 0      | 1       | 0      | —       | —      | 37      | 0      |
| Inter Milano  | 2014–2015     | Serie A       | 37      | 0      | 0       | 0      | 3       | 0      | 40      | 0      |
| Inter Milano  | 2015–2016     | Serie A       | 36      | 0      | 2       | 0      | —       | —      | 38      | 0      |
| Inter Milano  | 2016–2017     | Serie A       | 37      | 0      | 1       | 0      | 5       | 0      | 43      | 0      |
| Inter Milano  | 2017–2018     | Serie A       | 38      | 0      | 1       | 0      | —       | —      | 39      | 0      |
| Inter Milano  | 2018–2019     | Serie A       | 29      | 0      | 1       | 0      | 10      | 0      | 40      | 0      |
| Inter Milano  | Total         | Total         | 248     | 0      | 9       | 0      | 28      | 0      | 285     | 0      |
| Total carieră | Total carieră | Total carieră | 491     | 0      | 19      | 0      | 50      | 0      | 560     | 0      |

1. ↑  Include meciuri din cupă ca cele din Coppa Italia
2. ↑  Include meciuri din competițiile europene, printre care Liga Campionilor și Europa League
3. 1 2 3 4 5  Toate meciuri în Europa League
4. ↑  Două meciuri în Liga Campionilor UEFA, zece meciuri în Europa League
5. ↑  Șase meciuri in Liga Campionilor

### La națională
Începând cu 17 noiembrie 2015 
| Echipa națională a Sloveniei | Echipa națională a Sloveniei | Echipa națională a Sloveniei | Echipa națională a Sloveniei |
| An                           | Meciuri                      | Goluri                       |                              |
| ---------------------------- | ---------------------------- | ---------------------------- | ---------------------------- |
| 2004                         | 1                            | 0                            |                              |
| 2005                         | 6                            | 0                            |                              |
| 2006                         | 2                            | 0                            |                              |
| 2007                         | 11                           | 0                            |                              |
| 2008                         | 8                            | 0                            |                              |
| 2009                         | 8                            | 0                            |                              |
| 2010                         | 11                           | 0                            |                              |
| 2011                         | 7                            | 0                            |                              |
| 2012                         | 6                            | 0                            |                              |
| 2013                         | 8                            | 0                            |                              |
| 2014                         | 6                            | 0                            |                              |
| 2015                         | 7                            | 0                            |                              |
| Total                        | 81                           | 0                            |                              |

## Titluri
Individual
- Echipa Anului în Serie A: 2010-2011,[28] 2012-2013[137]
- Portarul anului în Serie A : 2011, 2013[138]
- Fotbalistul sloven al anului : 2009, 2011, 2012